# Sasurai no Taiyou
Wandering Sun (яп. さすらいの太陽 Сасурай но Тайо, «Блуждающее солнце») — аниме-сериал, выпущенный студией Mushi Productions. Транслировался по телеканалу Fuji Television с 8 апреля по 30 сентября 1971 года. Это первый сёдзё-сериал, сюжет которого концентрируется на музыкальной карьере главной героини. Сериал был дублирован на французском, итальянском и нидерландском языках.

## Сюжет
В роддоме родились две девочки: одна из любящей семьи аристократов, другая из нищей неблагополучной семьи торговцев. Медсестра Митико из-за личной неприязни и жажды мести намеренно меняет младенцев местами, таким образом навсегда поменяв их судьбы. Проходит 16 лет, Мики живёт в шикарном доме, а Нодзоми в городских трущобах. Когда Нодзоми переходит учится в другую школу, Мики получает таинственный звонок от женщины, которая сообщает, что «истинная Мики» будет учится в её классе. Так между девушками возникает взаимная неприязнь и соперничество. Они обе мечтают стать известными певицами.

## Роли озвучивали
- Дзюнко Фудзияма — Нодзоми
- Митико Хирай — Мики
- Макио Иноуэ — Фанни
- Косэй Томита — Кумагоро
- Рёко Киномия — Митико Нохара
- Масааки Ядзима — Голос за кадром